# Fryderyk III Mądry
Fryderyk III Wettyn (ur. 17 stycznia 1463 na Zamku Hartenfels w Torgau, zm. 5 maja 1525 w Lochau) – książę saski i elektor Rzeszy Niemieckiej w latach 1486–1525.
Był synem Ernesta, elektora Saksonii, i jego żony Elżbiety Wittelsbach. Jego dziadkami byli: elektor Saksonii Fryderyk II Łagodny i księżniczka Styrii, Karyntii i Krainy Małgorzata Habsburg oraz książę Bawarii Albrecht III Wittelsbach i księżniczka Brunszwiku-Grubenhagen Anna Welf.
Odegrał ważną rolę w rozwoju reformacji, jako protektor Lutra i innych reformatorów, a także zręczny polityk. Do wykładowców założonego przez niego w 1502 roku uniwersytetu w Wittenberdze należeli m.in. Marcin Luter i Filip Melanchton. Chronił Lutra przed atakami przeciwników, wyjednując dla niego u cesarza Karola V nietykalność osobistą podczas Sejmu Rzeszy w Wormacji (1521) oraz ukrywając go w latach 1521–1522 na zamku Wartburg.
Był także wielkim mecenasem artystów i poetów.
W 1525 roku, na swoim łożu śmierci, przeszedł na luteranizm.

## Genealogia
| Prapradziadkowie                                  | margrabia Miśni Fryderyk III Wettyn (1332–1381) ∞1346 Katarzyna Henneberg (1334–1397)           | książę Brunszwiku-Lüneburg Henryk I Welf (1355–1416) ∞1388 Zofia wołogoska (1370–1406)          | arcyksiążę Austrii, Styrii i Karyntii Leopold III Habsburg (1351–1386) ∞1365 Viridis Visconti (1350–1414) | książę rawski, płocki, wiski Siemowit IV Piast (1352–1426) ∞1387 Aleksandra Olgierdówna (1368–1434)    | książę Bawarii Jan II Wittelsbach (1341–1397) ∞1372 Katarzyna z Gorycji (-1391)                      | władca Mediolanu Bernabò Visconti (1323–1385) ∞1350 Beatrice Regina della Scala (1333–1384)          | książę Brunszwiku-Grubenhagen Albert Welf (1339–1383 ∞ Agnieszka z Brunszwiku-Lüneburga (-1410)      | książę Brunszwiku-Getyngi Otto I Welf (1340–1394) ∞ Małgorzata z Jülich                              |
| Pradziadkowie                                     | elektor Saksonii Fryderyk I Wettyn (1370–1428) ∞1402 Katarzyna Brunszwiku-Lüneburga (1395–1442) | elektor Saksonii Fryderyk I Wettyn (1370–1428) ∞1402 Katarzyna Brunszwiku-Lüneburga (1395–1442) | arcyksiążę Styrii, Karyntii i Krainy Ernest Habsburg (1377–1424) ∞1412 Cymbarka mazowiecka (1393–1429)    | arcyksiążę Styrii, Karyntii i Krainy Ernest Habsburg (1377–1424) ∞1412 Cymbarka mazowiecka (1393–1429) | książę Bawarii Ernest Wittelsbach (1373–1438) ∞1395 Elżbieta Visconti (1374–1432)                    | książę Bawarii Ernest Wittelsbach (1373–1438) ∞1395 Elżbieta Visconti (1374–1432)                    | książę Brunszwiku-Grubenhagen Eryk I Welf (1383–1427) ∞ Elżbieta z Brunszwiku-Getyngi (-1344)        | książę Brunszwiku-Grubenhagen Eryk I Welf (1383–1427) ∞ Elżbieta z Brunszwiku-Getyngi (-1344)        |
| Dziadkowie                                        | elektor Saksonii Fryderyk II Wettyn (1412–1464) ∞1431 Małgorzata Habsburg (1416–1486)           | elektor Saksonii Fryderyk II Wettyn (1412–1464) ∞1431 Małgorzata Habsburg (1416–1486)           | elektor Saksonii Fryderyk II Wettyn (1412–1464) ∞1431 Małgorzata Habsburg (1416–1486)                     | elektor Saksonii Fryderyk II Wettyn (1412–1464) ∞1431 Małgorzata Habsburg (1416–1486)                  | książę Bawarski Albrecht III Wittelsbach (1401–1460) ∞1436 Anna z Brunszwiku-Grubenhagen (1420–1474) | książę Bawarski Albrecht III Wittelsbach (1401–1460) ∞1436 Anna z Brunszwiku-Grubenhagen (1420–1474) | książę Bawarski Albrecht III Wittelsbach (1401–1460) ∞1436 Anna z Brunszwiku-Grubenhagen (1420–1474) | książę Bawarski Albrecht III Wittelsbach (1401–1460) ∞1436 Anna z Brunszwiku-Grubenhagen (1420–1474) |
| Rodzice                                           | elektor Saksonii Ernest Wettyn (1441–1486) ∞1460 Elżbieta Wittelsbach (1443–1484)               | elektor Saksonii Ernest Wettyn (1441–1486) ∞1460 Elżbieta Wittelsbach (1443–1484)               | elektor Saksonii Ernest Wettyn (1441–1486) ∞1460 Elżbieta Wittelsbach (1443–1484)                         | elektor Saksonii Ernest Wettyn (1441–1486) ∞1460 Elżbieta Wittelsbach (1443–1484)                      | elektor Saksonii Ernest Wettyn (1441–1486) ∞1460 Elżbieta Wittelsbach (1443–1484)                    | elektor Saksonii Ernest Wettyn (1441–1486) ∞1460 Elżbieta Wittelsbach (1443–1484)                    | elektor Saksonii Ernest Wettyn (1441–1486) ∞1460 Elżbieta Wittelsbach (1443–1484)                    | elektor Saksonii Ernest Wettyn (1441–1486) ∞1460 Elżbieta Wittelsbach (1443–1484)                    |
| Fryderyk III Wettyn (1463–1525), elektor Saksonii |                                                                                                 |                                                                                                 | | | | | | |